# Parcul Național Gesäuse
Parcul Național Gesäuse a fost întemeiat la 26 octombrie 2002, el se întinde pe o suprafață de  11 000 ha în landul Steiermark, Austria. Pe teritoriul parcului se găsesc localitățile Admont, Johnsbach, Weng im Gesäuse, Hieflau și Sankt Gallen (Steiermark).